# Andrzej Iwan
Andrzej Iwan, né le 10 novembre 1959 à Cracovie et mort dans la même ville le 27 décembre 2022, est un footballeur polonais. Il occupait le poste d'attaquant.

## Biographie

### Dix années tonitruantes
Andrzej Iwan est formé au Wanda Cracovie, un club de quartier de sa ville de naissance. En 1976, à dix-sept ans, il signe au Wisła Cracovie, club plus huppé. Après une saison où il ne joue pas beaucoup, il gagne petit à petit sa place la saison suivante, puis devient vraiment titulaire l'année d'après. Cette même saison, il remporte son premier titre national, le championnat, atteint la finale de la coupe et se fait remarquer par le sélectionneur polonais. Alors qu'il n'a pas joué un seul match avec l'équipe nationale, il est appelé par Jacek Gmoch pour la Coupe du monde argentine. Il fait donc ses débuts internationaux le 6 juin 1978 contre la Tunisie à Rosario, lors du deuxième match de la Pologne dans ce tournoi. Il joue ensuite le dernier match de poule, avant d'assister du banc de touche à l'élimination de son pays lors du second tour. En championnat, il enchaîne les matchs, joue à chaque fois les premières places, et est donc logiquement sélectionné pour la coupe du monde 1982. Mais encore une fois, il doit faire face à la très forte concurrence de joueurs comme Zbigniew Boniek ou Grzegorz Lato. Il ne dispute que les deux premiers matchs, se blessant au mollet lors de la première mi-temps de Pologne - Cameroun. Jusqu'en 1985, il joue un peu moins de deux cents matchs de championnat.
Relégué en deuxième division, il décide de rejoindre le Górnik Zabrze, tout juste sacré champion. Il connaît alors la période la plus faste de sa carrière, défendant parfaitement le titre de son équipe trois années de suite et jouant plusieurs matchs européens. Il est même nommé footballeur polonais de l'année par le magazine Piłka Nożna en 1987.

### Fin de carrière
À l'hiver 1988, Andrzej Iwan signe au VfL Bochum, équipe de milieu de tableau en Allemagne de l'Ouest. Il y reste une saison et demie, atteignant la finale de la coupe nationale (perdue un but à zéro contre l'Eintracht Francfort). Il retourne ensuite en Pologne, à Zabrze, mais n'y joue plus, et choisit donc de s'expatrier en Grèce, à l'Aris Salonique. Deux saisons plus tard, il revient une nouvelle fois au Górnik Zabrze, puis part terminer sa carrière dans des petits clubs de Suisse.

### Famille
Son fils Bartosz, né en 1984, est aussi footballeur et réalise l'intégralité de sa carrière en Pologne.

## Palmarès

### Collectif
- Champion de Pologne : 1978, 1986, 1987, 1988
- Finaliste de la Coupe de Pologne : 1979, 1981, 1986
- Vice-champion de Pologne : 1981
- Troisième de la Coupe du monde : 1982
- Finaliste de la Supercoupe de Pologne : 1987
- Finaliste de la Coupe d'Allemagne : 1988

### Distinctions personnelles
- Footballeur polonais de l'année : 1987